# Vrba (gmina Tutin)
Vrba (cyr. Врба) – wieś w Serbii, w okręgu raskim, w gminie Tutin. W 2011 roku liczyła 153 mieszkańców.